# António Castanheira Neves
António Castanheira Neves (Tábua, Tábua, 8 de Novembro de 1929) é um filósofo do direito português, professor jubilado da Faculdade de Direito da Universidade de Coimbra.

## Biografia
António Castanheira Neves desde jovem foi incentivado pelo avô materno, que era advogado, a seguir carreira jurídica, ainda que suas reais áreas de interesse fossem matemática e literatura, declarou que “o Direito desviou-me e eu não o perdoo por isto”.
Doutor em Direito desde 1968 e professor catedrático da Faculdade de Direito da Universidade de Coimbra desde 1978, possui maior produção acadêmica nas áreas de Filosofia e Teoria do Direito, mas já lecionou sobre diversos outros ramos jurídicos, como Processo Civil, Processo Criminal, Introdução ao Estudo do Direito, Direito Penal e Metodologia Jurídica.
Para Castanheira Neves, o direito deve ser entendido através da ideia de problema jurídico, de que são principal exemplo os casos judiciais. Os problemas têm de ser resolvidos no sistema jurídico, o que já inclui uma relação necessária com a moral. O autor afirma que o direito não é um dado, não é algo prévio, mas a totalidade das soluções dos problemas jurídicos. Estes, sim, são o ponto de partida necessário.
A oposição de Castanheira Neves ao positivismo, ao jusnaturalismo e às várias teorias do silogismo jurídico fá-lo-iam um dos primeiros e mais profundos defensores do interpretativismo jurídico, posição algo próxima da hermenêutica jurídica. Contudo, o autor defende desde sempre que o direito — isto é, a tarefa dos juristas — não é essencialmente interpretativo ou hermenêutico, mas sim prático, orientador da acção. C. Neves afirma que a interpretação jurídica não é um elemento necessário da argumentação jurídica. O direito provém sempre é dos problemas jurídicos, que são concretos, historicamente situados, normativos e práticos. Toda a decisão jurídica visa determinar o que é que alguém deve (juridicamente) fazer num caso concreto, numa situação histórica e social concreta. É isto que a define. Uma decisão jurídica é também, em si mesma, uma acção. A interpretação, pelo contrário, nem sempre é necessária e, quando o é, é instrumental.
As teses fundamentais da filosofia e da metodologia jurídicas de Castanheira Neves foram expostas no seu livro maciço de 1967 sobre a distinção filosófica e, sobretudo, metodológica entre questão de facto e questão de direito. Quanto às semelhanças e às diferenças significativas entre as suas teses e as de Ronald Dworkin, C. Neves apreciou-as na parte final do seu estudo de 2003.

## Citação
O direito não é elemento, mas síntese, não é premissa de validade, mas validade cumprida [...], não é prius, mas posterius, não é dado, mas solução, não está no princípio, mas no fim. [...]
Não é "o direito" que se distingue de "o facto", pois o direito é a síntese normativo-material em que o "facto" é também elemento, aquela síntese que justamente a distinção problemática criticamente prepara e fundamenta.
Castanheira Neves, 1967, p. 586.

## Principais obras
- (1967) Questão-de-facto — questão-de-direito ou o problema metodológico da juridicidade, Coimbra: Almedina.
- (1983) O instituto dos "assentos" e a função jurídica dos supremos tribunais, Coimbra: separata da RLJ, 1973 a 1982.
- (1993) Metodologia jurídica. Problemas fundamentais, Coimbra: Coimbra Editora, 1993.
- (1995) Digesta: escritos acerca do direito, do pensamento jurídico, da sua metodologia e outros, 2 vols., Coimbra: Coimbra Editora. Os Digesta são uma colectânea de estudos publicados inicialmente entre 1968 and 1994, incluindo:
  - (1976) A revolução e o direito,
  - (1979) A unidade do sistema jurídico e
  - (1982) Fontes do direito.
- (2003) O actual problema metodológico da interpretação jurídica, Coimbra: Coimbra Editora.

## A definição de sistema jurídico/direito para o autor
Castanheira Neves constrói uma noção do que é direito a partir de três fundamentos: a percepção da relação entre o homem e o mundo, de maneira a regulá-la, no tocante dos reflexos dessa relação aos outros homens; a noção (existencial) do homem como sendo inacabado e assim passível de autodeterminar-se e construir-se, sendo o direito um modo de institucionalizar-se e integrar-se à comunidade; além da formulação ética da constituição do direito, ou seja, o migrar do viés ontológico para o viés axiológico, ao reconhecer-se não só como homem, mas como pessoa, de maneira que se faz preponderante essa concepção (recíproca) em relação aos outros homens.
A partir desses pressupostos que culminaram no desenvolvimento do direito, o jurisprudencialismo o define como um modo de ser e de se organizar comunitariamente e de perceber os outros. Caracterizando, portanto, o estilo de vida próprio do mundo ocidental.

## Superação do jusnaturalismo/positivismo em Castanheira Neves
O Jurisprudencialismo, teoria interpretativa da exteriorização do direito e sua (ausência de) autonomia frente à sociedade, encontra em Castanheira a superação do modelo jusnaturalista/positivista acrítico, até então absolutos, e passa a adotar o direito como produto da sociedade, por ela diretamente influenciado e moldado. Nega o autor, portanto, “aquela ontologia metafísica ou antropológica que antes era convocada” a explicar e formar o direito, ou seja, não mais admite considerar o direito como fenômeno apartado da realidade, produto de algo pré-estabelecido ou moldado no passado, mas toma-o como forma de resolução de conflitos postos no mundo real, realizando-se no presente. Dessa concepção nasce a ideia que liga o direito e os problemas reais, tema central ao autor e à corrente Jurisprudencialista. Através dessa forma de encarar o direito, que não é mais puramente dogmática, tem-se a ideia de que o pensamento jurídico – e, portanto, a própria concretização do direito – se dá a partir dos conflitos que ele se propõe a julgar.
Para o Jurisprudencialismo de Castanheira Neves, é necessária uma mudança de perspectiva a respeito do fenômeno jurídico, trazendo como fundamento a relevância da prática judicante (Práxis), renunciando à tradição positivista e encarando a realidade histórica, ou seja, os elementos culturais da vivência do homem em sociedade para compreender o direito e sua exteriorização.
A essa análise da influência da sociedade e seus atores sobre o pensamento jurídico dá-se o nome de “historicidade radical”, servindo de molde para tal pensamento e prevendo que, mesmo superada a pretensa essência do direito prevista pelas teorias anteriores, o direito pode realizar-se e ser “pensado na dimensão da pessoa”, inserida na realidade social e, portanto, capaz de transformá-la.

## O jurisprudencialismo de Castanheira Neves
Castanheira Neves é o principal autor do Jurisprudencialismo, corrente da Filosofia do Direito surgida mais recentemente. O autor visou o entendimento do Direito por meio de uma metodologia que visa solucionar quatro temáticas principais: a relação entre método e logos, a intencionalidade, o problema fundamental do Direito e qual a racionalidade necessária.
Assim, há o sistema e o problema. O sistema é entendido como permeador dos princípios, normas, jurisprudência e a doutrina. O problema é definido aquilo que deve ser visado pelo juízo decisório, ou seja, o ponto principal da relação com o sistema.
A realização do Direito deve estar atrelada à análise do mesmo como fundamento, partindo-se de uma concepção crítico-reflexiva sobre a atividade judicativa. Ou seja, considerando que o Direito pode ser passível de influência da sociedade, sua realização deve ser feita sempre tentando evitar tais influências. Assim, parte-se também da concepção que é natural o Direito não ter capacidade de solucionar todos os problemas da sociedade, o que, consequentemente, faz com que a função da jurisprudência seja de especial importância.

## A importância do estudo do autor nas faculdades de Direito no Brasil
Os estudos dos escritos de Castanheira Neves no Brasil tem influenciado as disciplinas de Filosofia do Direito, nos mais diversos âmbitos do viés da epistemologia decisória. Embora ainda tenha ainda muito pouco impacto na prática jurídica dos "operadores do direito", as ideias do autor influenciam as discussões nas faculdades, o que influenciará os estudantes e o futuro da prática jurídica, especialmente a de futuros magistrados.
O jurisprudencialismo de Neves, ao ser pautado na construção de uma racionalidade, intencionalidade inerentes às decisões judiciais, possui grande potencial de relevância e aplicabilidade prática no cenário jurídico brasileiro, o qual tem sido objeto de profundas críticas, principalmente relacionadas ao papel ativo de magistrados.
Isso ocorre devido à discussão sobre metodologias decisórias, fruto do pós-positivismo jurídico, principalmente o jurisprudencialismo, cujo tema gera grande discussão no cenário jurídico brasileiro, sendo a academia uma das principais ferramentas de discussão acerca do tema e, possuindo, assim, papel fundamental para a racionalização da prática judicante.
Assim, o debate acerca da intencionalidade, da metodologia decisória, que para Castanheira ultrapassa a simples dicotomia entre princípios e normas, aparece cercado de outras variáveis, como a incorporação de elementos axiológicos nesse procedimento. Sendo assim, o estudo sério e aprofundado de metodologias, bem como o desenvolvimento de críticas a elas é de fundamental importância nas universidades, visando a formação de profissionais capacitados para discuti-las e aplicá-las, de modo a afastar a arbitrariedade e priorizar a racionalização do jurisprudencialismo brasileiro.

## Importância da teoria jurisprudencialista na atualidade
O jurisprudencialismo é desenvolvido em resposta à atual problemática do direito, que pode ser percebida nos aspectos sociológico, axiológico, crítico-cultural e funcional.
Crítico-culturalmente, os estudos relacionados ao Critical Legal Studies Movement que simbolizam o niilismo e os desconstrutivismos da cultura contemporânea.
Sociologicamente, fala-se na inadequação normativa e na ineficiência institucional perante a complexidade da sociedades atuais. Quanto à inadequação normativa, deve-se pensar nas novas questões que vão surgindo e para as quais o direito não tem dado respostas adequadas. Ineficiência institucional quer dizer que a estrutura funcional da atividade judicativo decisória não tem sido capaz apresentar soluções apropriadas para resolver os conflitos.
Axiologicamente, tem-se a  transformação do direito como validade autônoma em um direito como mero instrumento; isso implica na instrumentalidade ideológica e política da “retórica do Estado-de-Direito”. Uma das consequências dessa transformação é o fenômeno de “muitas leis e pouco direito”.
Funcionalmente, outros reguladores sociais tem se mostrado mais eficazes e mais atuais que o direito como, por exemplo, a política, a economia.
Castanheira Neves, com o seu jurisprudencialismo, tenta apresentar uma resolução à tal problemática realizando uma “reconstituição crítica do sentido do direito”. O fruto desse esforço é uma teoria jurídica “axiológico-normativa nos fundamentos, prático-normativa na intencionalidade e judicativa no modus metodológico”.
Uma realização do direito a partir de uma certa forma de racionalidade é do que se trata essa proposta. A forma de pensar (racionalidade) se estrutura a partir de duas dimensões (o sistema e o problema) e opera “através de uma (...) dialéctica que dinamiza e integra essas duas dimensões”.

## Moral e Direito em Castanheira Neves
Entende-se a moral como categoria de dever, isto é expressão imperativa e abstrata que orienta a relação entre os homens.
A abstração moral diferencia-se do direito na medida em que o segundo consiste em forma de mediação, que se expressa, invariavelmente, nas relações bilateralmente atributivas, ou seja, aquelas em que se percebe a existência de deveres, direitos, responsabilidade, obrigações e etc, entre os homens.
Castanheira impõe, aqui, que, a distinção deve ser compreendida conforme a distinção aristotélica entre justiça e excelência: a excelência é de, certo modo, absoluta e entendida enquanto virtude individual, que se possui ou não.
Já a justiça (ou direito) é fenômeno perceptível, e que atua como critério de mediação, apenas naquilo que tange outrem. De modo que não é possível compreender o direito de forma dissociada dos conflitos entre os homens, motivados por suas coisas.

## A dialética homem-comunidade
De início, devemos afirmar que o homem não é pensável senão na dimensão da comunidade, essencialmente no sentido de que ele não é só. Essa dimensão comunitária revela-se como imediata e objetiva condição de nossa existência, em que tem sua origem e conteúdo tudo o que de comum pensamos, sentimos e decidimos na prática cotidiana. Consequentemente, podemos dizer que a coexistência comunitária permite o suprimento das carências incontornavelmente humanas. Porém, o indivíduo não se resume somente ao “eu social”. Isso porque ele possui dimensão individual, ou seja, todo indivíduo também é composto de um “eu pessoal”.
Assim, como o indivíduo é composto do eu ligado à sociedade e do eu individual, a sociedade sempre está em constante conflito. Ela não consegue ser individualista, na concepção anárquica, mas também não é massivamente coletiva. Nesta situação dialética, o direito aparece como solução.
O direito, através da institucionalização, ou seja, através da constituição de uma ordem, permite a coexistência dos homens e a coexistência dos dois tipos de “eu”.  Assim, a coexistência humana sempre se dá em uma determinada ordem. Porém, Castanheira se afasta das concepções tradicionais do direito, já que o autor entende que nem toda ordem é jurídica. Para ele, uma ordem somente será jurídica se houver o adimplemento da condição ética. Ou seja, será de direito a ordem em que o sujeito seja reconhecido como pessoa.